# Molossops neglectus
Molossops neglectus (Williams & Genoways, 1980) è un pipistrello della famiglia dei Molossidi diffuso nell'America meridionale.

## Descrizione

### Dimensioni
Pipistrello di piccole dimensioni, con la lunghezza totale tra 77 e 85,8 mm, la lunghezza dell'avambraccio tra 36,8 e 37 mm, la lunghezza della coda tra 28,3 e 32 mm, la lunghezza del piede tra 6,4 e 7,2 mm, la lunghezza delle orecchie tra 11,9 e 13,5 mm, un'apertura alare fino a 27,2 cm e un peso fino a 11,5 g.

### Aspetto
La pelliccia è corta. Le parti dorsali sono marroni scure, bruno-cannella scuro o nerastre con la base dei peli color crema o bianca, mentre le parti ventrali sono più chiare. Il muso è corto, tozzo ed appuntito, con le narici che si aprono frontalmente. Le orecchie sono nerastre, corte, triangolari e ben separate tra loro. Il trago è ben sviluppato e largo alla base, mentre l'antitrago è lungo e largo. Le membrane alari sono nerastre. La coda è lunga, tozza e si estende per circa la metà oltre l'uropatagio.

## Biologia

### Alimentazione
Si nutre di insetti.

### Riproduzione
Femmine gravide con un feto sono state catturate in agosto e durante la stagione secca tra giugno e settembre. Un giovane adulto è stato catturato in Brasile nel mese di marzo.

## Distribuzione e habitat
Questa specie è diffusa nella Colombia meridionale, Perù settentrionale e centrale, Venezuela orientale, Guyana centrale, Suriname settentrionale, stati brasiliani del Pará, San Paolo, Rio de Janeiro e Rio Grande do Sul, Argentina nord-orientale.
Vive nelle foreste umide costiere, nelle foreste semi-decidue più secche e nelle foreste miste a savane.

## Conservazione
La IUCN Red List, considerata la mancanza di informazioni recenti sull'areale, lo stato di conservazione e i requisiti ecologici, classifica M.neglectus come specie con dati insufficienti (DD).